# Stenorhopalus rugosus
Stenorhopalus rugosus là một loài bọ cánh cứng trong họ Cerambycidae.